# Megatrend

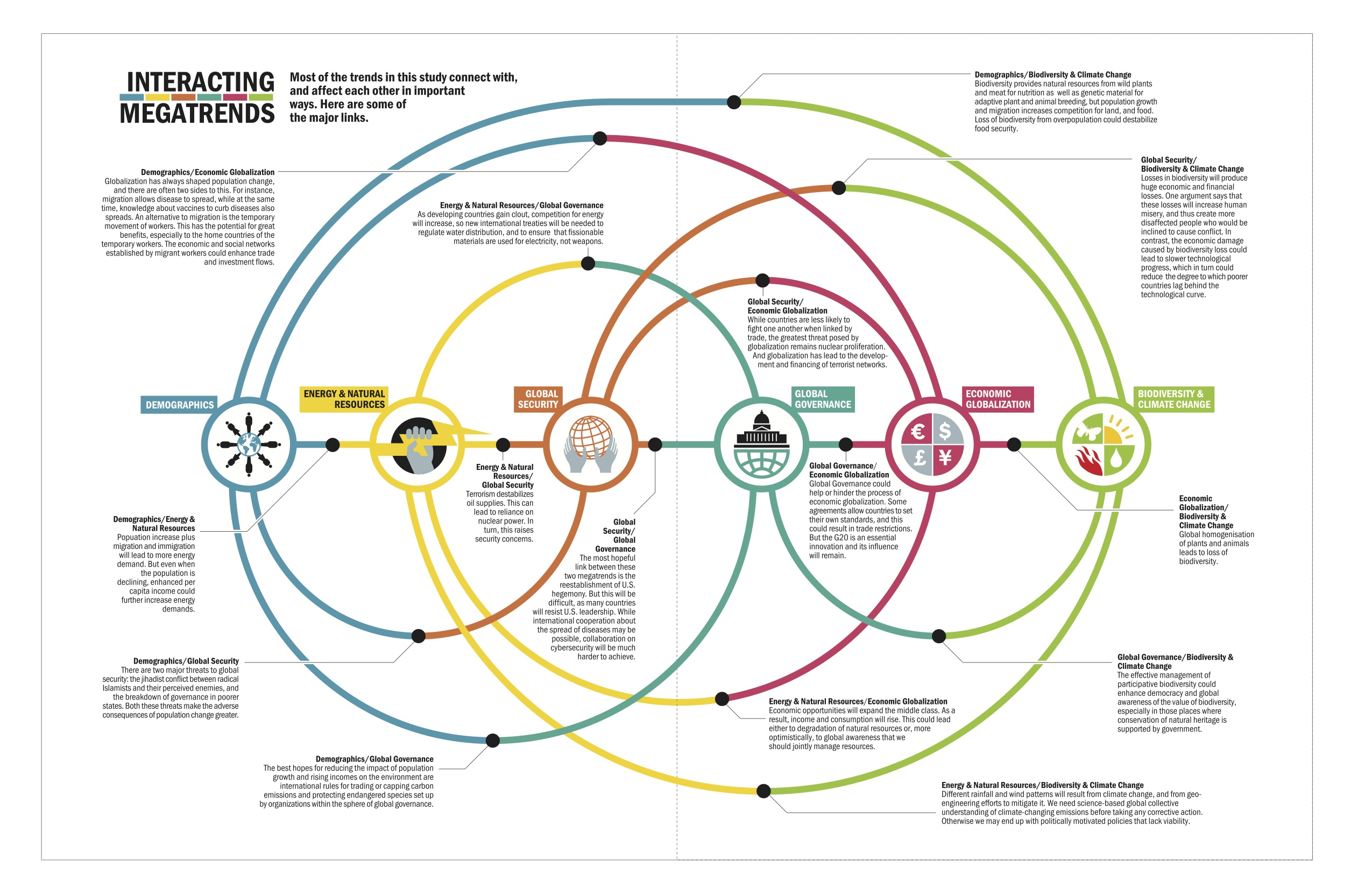
Megatrends von Nigel Holmes

Ein Megatrend ist ein langfristiger, globaler Wandel, der tiefgreifende Auswirkungen auf Gesellschaft, Wirtschaft und Technologie hat. Beispiele sind Digitalisierung, Urbanisierung und Klimawandel. Megatrends beeinflussen Entwicklungen über Jahrzehnte hinweg und formen die Zukunft in entscheidendem Maße.

## Begriff
Der Begriff Megatrend wurde erstmals in den 1980er Jahren von dem US-amerikanischen Futuristen John Naisbitt populär gemacht. In seinem Buch Megatrends: Ten New Directions Transforming Our Lives aus dem Jahr 1982 beschrieb Naisbitt zehn große gesellschaftliche Trends, die die Zukunft der Weltwirtschaft und der globalen Gesellschaft prägen würden. Seitdem hat sich der Begriff Megatrend etabliert und wird von Unternehmen, Regierungen, Forschern und Analysten verwendet, um langfristige Entwicklungen zu analysieren und strategische Entscheidungen zu treffen.
Megatrends zeichnen sich durch einige charakteristische Merkmale aus:
- Sie wirken langfristig: Megatrends wirken über einen langen Zeitraum, oft mehrere Jahrzehnte, und haben nachhaltige Auswirkungen auf die Gesellschaft und die Wirtschaft. Langfristigkeit erfordert das Berücksichtigen der Nachhaltigkeit von Ressourcen und Systemen. Entscheidungen, die langfristig orientiert sind, zielen darauf ab, Ressourcen zu schonen und Systeme zu stabilisieren, um zukünftigen Generationen gleiche oder verbesserte Lebensbedingungen zu ermöglichen. Die Theorie betont die Bedeutung einer erweiterten zeitlichen Perspektive, die über kurzfristige Gewinne und Verluste hinausgeht. Eine langfristige Perspektive umfasst oft mehrere Jahrzehnte oder sogar Jahrhunderte und verlangt eine sorgfältige Planung und Berücksichtigung von Langzeitfolgen. Langfristige Entwicklungen sind oft komplex und beinhalten mehrere miteinander verbundene Systeme. Die Theorie der Langfristigkeit fordert eine systemische Betrachtung, die Wechselwirkungen und Zusammenhänge über verschiedene Bereiche hinweg berücksichtigt. Langfristige Strategien müssen anpassungsfähig und flexibel sein, um auf unvorhersehbare Veränderungen und neue Informationen reagieren zu können. Dies bedeutet, dass Planung nicht starr, sondern dynamisch sein sollte, um langfristige Ziele zu erreichen.[1]

## Globalität
Megatrends sind globale Phänomene: Sie haben eine globale Reichweite und betreffen mehrere Länder und Regionen auf der ganzen Welt. Globalität bezieht sich auf die zunehmende Vernetzung und Interdependenz von Ländern, Märkten, Kulturen und Menschen auf globaler Ebene. Diese Entwicklung wird oft als Ergebnis der Globalisierung verstanden und umfasst verschiedene Dimensionen:
- Globale Handelsbeziehungen, internationale Märkte, multinationale Unternehmen und globale Lieferketten. Der wirtschaftliche Megatrend hat sich besonders in den letzten Jahr stark verändert
- Die Verbreitung von Ideen, Werten, und kulturellen Produkten über nationale Grenzen hinweg, was zu einer zunehmenden Homogenisierung (aber auch zu neuen Formen der Vielfalt) führt
- Die Verbreitung moderner Technologien, die Kommunikation und Vernetzung weltweit ermöglichen (z. B. Internet, Mobiltechnologie).
- Internationale Organisationen und Abkommen, die Zusammenarbeit zwischen Staaten fördern und globale Herausforderungen wie den Klimawandel angehen.[1]

Megatrends sind oft mit anderen Trends und Entwicklungen verknüpft. Sie sind komplex und interdisziplinär, was bedeutet, dass sie viele verschiedene Aspekte des Lebens beeinflussen. Die Entwicklung von Megatrends verläuft nicht linear. Es gibt Phasen beschleunigter Veränderungen, gefolgt von Perioden der Stabilität oder langsamen Fortschritts. Megatrends haben das Potenzial, tiefgreifende Veränderungen in Gesellschaften und Märkten zu bewirken. Sie können bestehende Strukturen zerstören und neue schaffen.

## Beispiele
Demografischer Wandel gilt als Megatrend: Die Veränderungen in der Altersstruktur der Bevölkerung, einschließlich der Alterung der Gesellschaften (Silver Society), sinkenden Geburtenraten und Migrationsbewegungen. Urbanisierung, der fortschreitende Trend der Bevölkerung, sich in städtischen Gebieten zu konzentrieren, was zu einer wachsenden Bedeutung von Städten und urbanen Räumen führt (so zum Beispiel in der Schweiz). Digitalisierung bzw. Konnektivität gilt als Megatrend: die zunehmende Durchdringung aller Lebensbereiche durch digitale Technologien, von der Kommunikation über die Arbeit bis hin zur Freizeit und dem Konsumverhalten. Klimawandel weckt wachsendes Bewusstsein und die Notwendigkeit, Umweltprobleme zu adressieren, nachhaltiger zu leben und die Auswirkungen des Klimawandels zu bekämpfen. Die Globalisierung, also die zunehmende Vernetzung und Interdependenz von Märkten, Gesellschaften und Kulturen auf globaler Ebene, gilt als Megatrend. Fortschritte in Bereichen wie künstliche Intelligenz, Biotechnologie, Robotik und erneuerbare Energien, die neue Möglichkeiten schaffen und bestehende Branchen transformieren.
Der Megatrend Gesundheit besagt, dass dank technischem Fortschritt immer mehr Menschen Zugang zu besseren Gesundheits- und Wellnessdienstleistungen (besseres Angebot an gesunder Ernährung und ergonomischen Möbeln, Reduzierung von Stressfaktoren usw.) haben.

## Kritik
Obwohl Megatrends als nützliches Instrument für die Vorhersage und Planung angesehen werden, gibt es auch Kritikpunkte. Einige Kritiker argumentieren, dass Megatrends oft zu allgemein oder vage sind und dass ihre Vorhersagen oft zu spekulativ sein können. Andere weisen darauf hin, dass die Konzentration auf Megatrends dazu führen kann, dass kurzfristige, aber dennoch wichtige Entwicklungen übersehen werden. Nicht zuletzt ist Megatrend ein Modebegriff geworden, der dazu dient, dass wirtschaftliche Akteure mit langfristigen Innovationsentscheiden mehr Rendite haben.

## Trivia

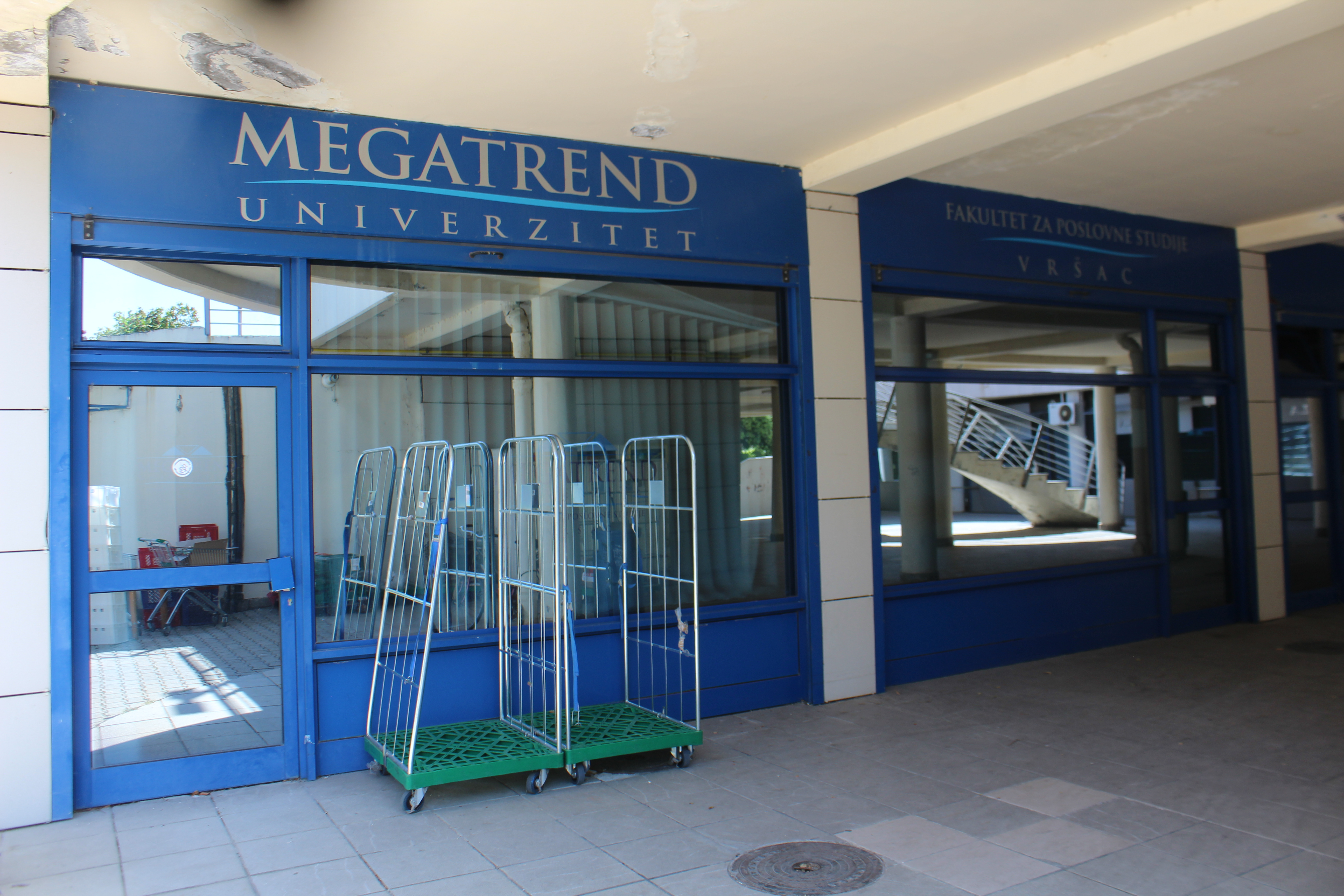
Megatrend Universität in Belgrad

In Belgrad befindet sich die Megatrend-Universität, ehemals John-Naisbitt-Universität.